# FKボラツ・コザルスカ・ドゥビツァ
FKボラツ・コザルスカ・ドゥビツァ（FK Borac Kozarska Dubica）は、ボスニア・ヘルツェゴビナのスルプスカ共和国コザルスカ・ドゥビツァをホームタウンとするサッカークラブである。

## 歴史
1995-96シーズンはドルガ・リーガRSに所属、入れ替え戦に勝利してプルヴァ・リーガRSに昇格した。
1996-97シーズンはプルヴァ・リーガRS・西地域で12チーム中10位に終わり、8位のクリラ・クライネ・バニャ・ルカ、9位のオムラディナツ・ブレストヴチナ、11位のBSKバニャ・ルカ、最下位のリュビチ・プルニャヴォルと共にドルガ・リーガRSに降格した。
2013-14シーズンにスルプスカ共和国3部リーグの西地域で優勝してドルガ・リーガRSに昇格した。2014-15シーズンはドルガ・リーガRS・西地域で8位、2015-16シーズンは西地域で14位であったが、2016-17シーズンは西地域で16チーム中15位に終わり、最下位のミネラル・バニャ・ヴルチツァと共に降格した。